# Las ratas (novela de James Herbert)
Las ratas (The Rats en inglés), también traducida como La invasión de las ratas es la primera novela literaria de terror publicada por James Herbert en 1973. Inicialmente, Herbert mandó el manuscrito a seis editoriales, de las cuales respondieron tres interesándose en la obra, aunque dos ellas acabaron rechazándola. Finalmente, la editorial que decidió apostar por la novela, New English Library agotó en apenas tres semanas la primera tirada de 100.000 ejemplares. Vendió más de un millón de ejemplares en el Reino Unido, consagrándolo como autor del género de terror y uno de los más vendidos, manteniendo su posición desde la publicación de esta novela. Sin embargo, nunca llegó a número 1, posiblemente debido al extremo nivel de violencia del mismo, según las especulaciones de la crítica y el propio autor. A esta novela le siguieron tres secuelas, Lair (1979), Domain y The City (1993) (esta última novela gráfica)

## Argumento
En el Londres de los años 70, aparece una nueva especie de rata mutante, de un tamaño exacerbado, similar al de un perro, que invade la ciudad atacando a las personas, haciéndolas morir por las graves heridas infligidas, desangradas, comidas vivas por estos roedores que siembran el pánico. La sola mordedura de una de ellas resulta mortal, haciendo que la víctima muera en cuestión de 24 horas. La novela está narrada de forma coral. El lector asiste a escenas protagonizadas por distintos personajes, atrapados en situaciones de auténtico terror psicológico, pero en el centro de la historia, destaca el papel del personaje central de Harris, un profesor de una de las áreas más empobrecidas de la ciudad, que se ve precipitado al centro mismo de la vorágine. Harris intenta sobrevivir y ayudar a resolver a la crisis de las ratas.